# Gens Arpineia
La gens Arpineia era una familia plebeya de la antigua Roma. Se conoce principalmente por un solo individuo, Cayo Arpineio, un équite del ejército de Julio César durante la Guerra de las Galias.

## Origen
El nomen Arpineius pertenece a una clase de gentilicia formada usando el sufijo -eius, típicamente formado por palabras o nombres terminados en -as . La raíz del nomen es el cognomen Arpinas, un apellido que indica una relación con la ciudad de Arpino en el sur del Latium, de donde probablemente vino el antepasado de esta familia.

## Miembros
- Cayo Arpineio, un équite y amigo de Quinto Titurio Sabino, que fue enviado a conferenciar con Ambiórix en el 54 a. C.[3]